# 전병삼
전병삼(全丙森, BYEONG SAM JEON, 1977년 1월 20일 ~ ) 은 대한민국 태생의 미술가이다.
일상의 평범한 사물을 활용한 대형 미술작품들로 국내외 미술계에 이름을 알렸다. 적게는 수백개 많게는 수백만개에 이르는 하나의 물건을 반복 배열하여 거대한 하나의 덩어리를 만드는 방식(MIACRO)으로 사물 이면에 숨겨진 사회적 관습과 가치를 되짚어본다.
2016년 프랑스 파리 유네스코 본부에서 초대받아, 이발소 회전간판 200대를 연결한 <BARBERSHOP WONDERLAND>와 강풍을 날리는 선풍기 100대를 설치한 <THE MEN WITH FIVE TONGUES>를 전시 하였으며, 당시 유네스코 사무총장 이리나 보코바가 직접 전시 축사를 하였다.
전병삼은 'DESIGN BEIJING 2017'의 대표작가로 중국 베이징에서 영국 출신 Ab Rogers와 함께 <BARBERSHOP WONDERLAND: Revolution of the responsive spectrum>를 선보였고, 람보르기니社와 협업전시를 하였으며, TEDx BEIJING에서 한국인으로는 처음으로 강연하였다.
2015년 한국공항공사의 '미디어아트 랜드마크' 국제작가 공모에 최종 당선되어 플립닷 디스플레이 소자 20만개를 달항아리 형태로 3차원 배열한 <O(오)>가 김포공항 국제선청사 중앙로비에 설치 되었다. 작품 제막식에서 작가는 1978년 산업역군으로 김포공항을 통해 쿠웨이트 건설현장으로 떠나고 5년 뒤 그 곳에서 다시 만난 아버지를 생각하며 <O(오)>를 완성했다고 한다.
같은 해 발표한 <CD PROJECT>는 9개국 31개 도시의 3만여명이 보내온 489,440장의 꿈CD를 모아 가로 180m 높이 32m의 거대한 폐공장 건물(청주 옛 연초제조창) 외벽 전체를 덮어 눈부신 꿈의 공장으로 변신시키는데 성공하였다. 수많은 사람들이 동참한 이 작품은 '시민의 기적'이라고 불리며, 'Largest Display of Compact Discs' 분야의 기네스 세계 기록에 등재되어 있다. 이 작품은 당초 40일 간의 비엔날레 전시를 위해 설계되었으나, 시민들과 주최측의 요청으로 여러 차례 철수 일정이 연장되며 1년 이상 보존되었다. 그후 이 버려진 건물은 총 사업비 1021억원 규모로 리모델링 중이며, 국립현대미술관 청주관 등이 들어선다.
전병삼은 홍익대학교 미술대학 조소과를 졸업하고, 시카고예술대학(SAIC)에서 미술석사와 캘리포니아 대학교 어바인(UC Irvine)에서 Information & Computer Sciences 공학석사를 마쳤다. 그는 2014년 미래창조과학부가 발표한 대한민국의 대표적인 융합형인재 '호모크리엔스'로 선정되었다. 철학자 알랭 드 보통과 함께 2015 청주국제공예비엔날레의 예술감독으로 선임되어 40일간 공식 집계 31만명의 유료 관객을 동원하였고, UNESCO(프랑스), SIAF(일본), SIGGRAPH(미국), ISIMD(터키), AsiaGraph(중국), ArtBots(아일랜드), Salon(쿠바), LIFE (러시아), Netfilmmakers(덴마크), Siggraph ASIA(싱가포르) 등을 포함한 120여회의 국제전시에 초대받아 작품을 선보였다.
전병삼의 다른 작품 <Telematic Drum Circle>은 인터넷에 연결된 16대의 로봇팔을 원격 제어하여 타악기를 연주하는 시간과 공간을 초월한 글로벌 즉흥연주 프로젝트이다. 나이와 성별, 피부색과 종교를 뛰어넘어 전지구적 화합을 이야기하며, 2007년 9월 미국 캘리포니아 무선통신-정보기술센터(Calit2)에서 첫선을 보인 이래, 59개국의 총 32만여명이 즉흥 네트워크 연주에 참여하였다.

## 학력사항
- 홍익대학교 미술대학 조소과 졸업 (조기졸업)
- The School of the Art Institute of Chicago (시카고 예술대학) Master of Fine Art, Art and Technology Studies 미술석사 졸업 (Graduate Fellowship Award 수상)
- University of California, Irvine (캘리포니아 대학교 어바인) Master of Science, Information and Computer Sciences 공학석사 졸업 (Medici Scholar Award 수상)

## 작품
- MIACRO 시리즈
- STRIPE 시리즈[깨진 링크(과거 내용 찾기)]
- MOMENT 시리즈
- THIN 시리즈
- RELATION 시리즈

## 전직
- 2016 직지코리아국제페스티벌 총감독
- 2015 청주국제공예비엔날레 예술총감독
- 보관됨 2018-10-09 - 웨이백 머신 The Korea Interdisciplinary Arts Network보관됨 2018-10-09 - 웨이백 머신 (KoIAN) 설립자 및 대표이사 (2009-2015)

## 언론 보도
- 매일경제 (기사) : 만리장성 CD로 덮는 상상하죠…세상과 예술, 소통하게 만들것
- MBC 뉴스데스크 (영상) : CD 50만 장으로 '거대 조형물' 완성, 기네스북 등재
- 중부매일 (인터뷰) : 마음과 마음 연결한 진정한 시민들 작품
- KBS (강연 동영상) : [IT콘서트] 안 돼, 하지 마…상상이 현실이 되니 세상이 내 발 아래?
- 중앙일보 (기사) : 공사장 벽이 예술이네

## 주요 국제전시 기획
- 2008년: 전자예술 국제전시 thisAbility vs. Disability - 창의적 감각으로 장애를 만나다 (서울 토탈미술관 본관), 한국
- 2006년: 미디어아트 국제전시 Interactive Playground: Sight Unseen[깨진 링크(과거 내용 찾기)] (시카고 Beverly Arts Center), 미국
- 2004년: Art Interactions: I=YOU=ME[깨진 링크(과거 내용 찾기)] (시카고 G2 Gallery), 미국

## 개인전시 및 공연
- 2008년: Telematic Drum Circle, California Institute for Telecommunications and Information Technology, Irvine, CA, 미국
- 2004년: We Are Romantic, Sensorium, 112 Michigan Building, Chicago, IL, 미국
- 2000년: Freedom Exists or Not - Solo performance and seminar, Mapo Street & Student Center in Hong-Ik University, Seoul, 한국
- 1996년: Mysterious Angle & View - Photography and stories from a 40 days journey in 11 European countries, F504 Exhibition Space, Seoul, 한국

## 주요 수상경력
- 2008년: 한국 문화예술진흥기금 (다원예술부문), 한국문화예술위원회, 한국
- 2008년: RPI HASS Grant, Rensselaer Polytechnic Institute (렌셀러 폴리테크닉 대학교), School of Humanites, Arts, and Social Sciences, Troy, New York, 미국
- 2008년: Leonardo Art/Science Contest 2008, Leonardo: Journal of the International Society for the Arts, Sciences, and Technology, 미국
- 2007년: Medici Scholar Award 2007, Claire Trevor School of the Arts, UCI, Irvine, CA, 미국
- 2007년: 한국 문화예술진흥기금 (다원예술부문), 한국문화예술위원회, 한국
- 2006년: Bodies of Work: Chicago Festival of Disability Arts and Culture 2006 - Selected Curator, Chicago Department of Cultural Affairs, Chicago, IL, 미국

## 국제전시 심사경력
- 2008년: <Renascence>, World Financial Center, New York City, NY, 미국
- 2007년: 국제미디어아트 공모전 <Renascence 07>, John F. Kennedy Center for the Performing Arts, Washington DC, WA, 미국

## 주요 그룹전시, 공연 및 학술행사 초대
- 2008년: SIGGRAPH ASIA 2008, Suntec Singapore International Convention & Exhibition Centre, 싱가포르
- 2008년: ArtBots, International Robot Art Show, Science Gallery, Dublin, 아일랜드
- 2008년: ASIAGRAPH 2008, International Art and Technology Conference, Shanghai Exhibition Center, Shanghai, 중국
- 2008년: Mapping the Beat Conference, Media Art Lab, Calit2, Irvine, CA, 미국
- 2008년: entre-deux, Beall Center for Art and Technology, Irvine, CA, 미국
- 2008년: Big Bang 08, UC Berkeley Art Museum, Berkeley, CA, 미국
- 2008년: TechnoTravels/TeleMobility: HASTAC in Motion, Humanities, Arts, Science, and Technology Advanced Collaboratory (HASTAC), Irvine, CA, 미국
- 2008년: Meditations of North and South, IAP Gallery, Phoenix, AZ, 미국
- 2007년: interfACEd: mediating techno-cultural practice, California Institute for Telecommunications and Information Technology, Irvine, CA, 미국
- 2007년: Maker Faire 2007, Travis Expo Center, Austin, CA, 미국
- 2007년: PlayTech, Orange Lounge, Orange County Museum of Arts, Irvine, CA, 미국
- 2007년: O'Reilly Emerging Technology Conference, Manchester Grand Hyatt, San Diego, CA, 미국
- 2007년: Webcast Performance, Crecloo Art Gallery, New York, NY, 미국
- 2007년: epicenter 07, UC Digital Arts Research Network, UC Riverside, CA, 미국
- 2006년: BOXED 3.1, Beall Center for Art and Technology, UCI, CA, 미국
- 2006년: Chicago Festival of Disability Arts and Culture, Chicago Dept. of Cultural Affairs, Chicago, 미국
- 2005년: Digital Playground, Uijeongbu International Digital Art Festival 2005, Uijeongbu Art Center, 한국
- 2005년: Manipulations, G2 Gallery, Chicago, 미국
- 2005년: Breathe, ATC Gallery, Chicago, 미국
- 2005년: Immersive Environments, VRLab in SAIC, Chicago, 미국
- 2005년: MFA Thesis Exhibition, G2 Gallery (2nd Floor exhibition hole), Chicago, 미국
- 2005년: ISIMD'05 - Digital Art Exhibition, Yeditepe University Museum, Istanbul, 터키
- 2004년: SIGGRAPH 2004, Art Gallery: Synaesthesia - Los Angeles Convention Center, 미국
- 2004년: The 6th Salon Internacional De Arte Digital, 쿠바
- 2002년: Artistic experience for teens - Travel & Installation Exhibition Project(1, 2), Neoregul Cultural Village, Kyungi-do, 한국
- 2001년: The 4th Seoul Marginal Theater Festival, Experimental media performance "Dool-momzit 2", Munye Theater, Seoul, 한국
- 2001년: The 7th Jooksan International Arts Festival, Experimental media performance "Dool-momzit 1", Laughing Stone Camp, 한국
- 2001년: The Fusion Ensemble, Performance and Story-telling Video "A Nameless Baby", The National Theater of Korea, 한국
- 2001년: 44 films on lower-class theater, Short film "Buddha's inn", Green Theater, Seoul, 한국
- 2000년: 55 Jurymen and 14 Flatterers Exhibition, Samdong Boys’Orphanage, Seoul, 한국
- 2000년: The 2nd Art Factory Project - Blind Love, Sampyo Factory, Seoul, 한국

## 주요 강연 및 연구발표
- 2008년: Rensselaer Polytechnic Institute, Media Studio: Imaging Class (Fall Semester), Troy, New York, 미국
- 2008년 9월: 중앙대학교 첨단영상대학원, Visiting Lecturer, Seoul, 한국
- 2008년 5월: Rensselaer Polytechnic Institute, Artist Presentation, Troy, New York, 미국
- 2008년 7월: 토탈미술관 (워크샵 - 창의적 감각으로 장애를 만나다), Seoul, 한국
- 2008년 6월: 중앙대학교 첨단영상대학원 (세미나 - 21세기 현대미술과 thisAbility vs. Disability展), 한국
- 2008년 2월: Arizona State University, Interdisciplinary Arts and Performance program, Guest Lecture, Phoenix, AZ, 미국
- 2008년 1월: IAP Gallery, Arizona State University, Artist Presentation, Phoenix, AZ, 미국
- 2008년 1월: Arizona State University, Arts, Media and Engineering program, Artist Presentation, Phoenix, AZ, 미국
- 2007년 5월: 중앙대학교 첨단영상대학원, Visiting Lecturer, Seoul, 한국
- 2007년 5월: 홍익대학교 미술대학 조소과, Visiting Lecturer, Seoul, 한국
- 2007년 3월: 중앙대학교 첨단영상대학원, Visiting Lecturer, Seoul, 한국
- 2007년 2월: University of California, Riverside <Epicenter 07>, Research Presentation, Riverside, CA, 미국
- 2007년 2월: Symposium of the Southern California Computing in Music (SCCiM), University of Southern California (USC), LA, CA, 미국
- 2006년 10월: Arizona State University, Interdisciplinary Arts and Performance program, Visiting Artist Lecture, Phoenix, AZ, 미국
- 2006년 6월: Southeast College Art Conference, Speech in Panel Discussion"Disability and Visual Culture", Vanderbilt University, Nashville, TN, 미국
- 2005년 9월: 의정부 예술의 전당, International Symposium of Digital Art, "Re-thinking about Media Art Education", Uijeongbu Art Center, 한국
- 2005년 9월: 중앙대학교 첨단영상대학원, Visiting Artist & Lecturer, Seoul, 한국

## 주요 논문 및 출판글
- 2008년: <Telematic Drum Circle>, ASIAGRAPH 2008, International Art and Technology Conference, Shanghai, 중국
- 2008년: <Telematic Sound Improvisation Using Human-Controlled Robotic Percussion Instruments>, University of California, Irvine, CA, 미국
- 2007년: <New Media Arts 101>, Tong-in Arts quarterly journal, 한국

## 이슈
- 전병삼을 인터넷에 검색하면 다양한 기사에서 사업가, 교수, 과학자, 감독 등으로 소개되는 경우가 있으나, 본래 직업은 정확히 전업 미술가이다.
- 약 50만개의 '컴펙트 디스크(CD)'를 사용한 전병삼의 <CD PROJECT>는 작품을 직접 현장에서 감상하지 않은 소수에 의해 다른 작가의 작품들과 터무니 없이 비교 되는 경우가 있었다. 가령 잔디밭에 대량의 폐CD를 펼쳐놓아 햇볕을 반사시킨 Bruce Munro의 작품이나 작은 금속 반사판을 대량으로 벽에 매달아 바람에 일렁이게 한 Ned Kahn의 파사드 작품이 그런 경우이다. 그러나 CD라는 물건을 대량으로 사용하여 작품을 만든 사례는 Bruce Munro 이전에도 이후에도 무수히 많았기에 두 작가가 사용한 재료의 단순 비교는 무의미하다. 오히려 전병삼의 CD는 시민참여를 통해 세계 각지에서 모여지고 CD 뒷면에 참여자들의 메시지를 적도록 했다는 점에서 CD라는 오브제를 대하는 전병삼의 접근방식에 독창성이 있다. 한때 한국에서 가장 큰 규모의 담배공장이었지만 2004년 가동중단 이후 10년 넘게 흉물로 방치된 '청주 연초제조창'과 한때 가장 널리 쓰였지만 새로운 디지털 저장매체의 등장으로 쓸모 없어진 서랍 속 '컴펙트 디스크'의 시대적 맥락과 사회적 의미를 연결시킨 전병삼의 의도 또한 새롭다고 볼 수 있다. 두번째로, Ned Kahn의 파사드가 주로 바람에 움직이는 반사판들의 일렁거리는 시각효과를 원거리에서 감상하는 파사드로서 구조설계를 했다면, 전병삼의 <CD PROJECT>는 각각의 CD 뒷면에 적힌 꿈메시지들을 근거리에서 육안으로 읽을 수 있도록 관람객이 작품 안에서 걸어다닐 수 있는 임시 가설건축물로서 시스템 비계(Scaffolding System) 구조를 적용했다. 또한 일반 시민들이 손쉽게 철제 그물 구조에 PVC타포린 원단을 고정하고 그 위에 두장의 CD를 볼트-너트-와샤로 결합하는 고정법은 Ned Kahn의 파사드와 그 외 다른 유사한 조형물과 달리 작품 전체의 조립과 분해를 쉽고 빠르고 안전하게 하기 위해 선택되었다.
- 김포공항에 설치된 작품 <오>가 2017년 중순경 2개월간 작동이 멈췄다는 언론보도가 나왔다. 그 원인은 김포공항의 갑작스런 정전 등으로 인한 작품 내부 하드웨어의 전기적 충격과 소프트웨어 오작동으로 밝혀졌다. 기술적으로 매우 복잡하고 정교한 이 대형 미디어 작품은 다시 수리되어 이후 정상작동 중이다.
- 전병삼이 2009년 설립한 로봇-뉴미디어 콘텐츠 기업 코이안(주)은 최순실 게이트와 무관하다. 또한 관련된 어떠한 정부사업도 함께 하지 않았다.
- 2014 인천아시안게임 성화대는 전병삼의 작품이 아니다.